# Chemilly (Allier)
Chemilly – miejscowość i gmina we Francji, w regionie Owernia-Rodan-Alpy, w departamencie Allier.

## Demografia
Według danych na rok 1990 gminę zamieszkiwało 608 osób, a gęstość zaludnienia wynosiła 36 osób/km². W styczniu 2015 r. Chemilly zamieszkiwało 641 osób, przy gęstości zaludnienia wynoszącej 38 osób/km².